# Великопреславско
 Тази статия е за историко-географската област.  За общината вижте Велики Преслав (община).  За други значения вижте Великопреславско (пояснение).
Великопреславско, в миналото Преславско, е историко-географска област в Североизточна България, около град Велики Преслав.
Територията ѝ съвпада приблизително с някогашната Преславска околия – днешната община Велики Преслав, почти целите общини Върбица (без село Менгишево от Омуртагско) и Смядово (без село Кълново от Шуменско), както и село Салманово в община Шумен. Разположена е в най-източната част на Предбалкана и съседни части на Източната Дунавска равнина. Граничи с Търговищко и Шуменско на север, Провадийско на изток, Айтоско, Карнобатско и Котленско на юг и Омуртагско на запад.